# دوریس هیل
دوریس هیل (انگلیسی: Doris Hill؛ ‏ زاده ۲۱ مارس ۱۹۰۵ – درگذشته ۳ مارس ۱۹۷۶) بازیگر اهل ایالات متحده آمریکا بود.

## گزیده فیلمشناسی
از فیلم‌ها یا برنامه‌های تلویزیونی که وی در آن نقش داشته‌است می‌توان به آثار زیر اشاره کرد.
- مرا به خانه ببر (فیلم ۱۹۲۸) (۱۹۲۸)
- بهمن (فیلم ۱۹۲۸) (۱۹۲۸)
- روح غرب (۱۹۳۲)